# Эссе, Жан Франсуа
Жан Франсуа Эссе (фр. Jean-François Heisser; род. 7 декабря 1950, Сент-Этьен) — французский пианист, дирижёр и музыкальный педагог.
Учился в Сент-Этьене, а затем в Парижской консерватории у Владо Перлмутера. С 1984 г. преподаёт там же; среди учеников Эссе, в частности, Ванесса Вагнер, Бертран Шамайю, Люка Дебарг. Руководил музыкальными фестивалями в Арле и Сен-Жан-де-Люз, с 2000 г. художественный руководитель и главный дирижёр камерного оркестра региона Пуату — Шаранта. Как ансамблист выступал, среди прочего, вместе с Мари Жозефой Жюд, записав «Венгерские танцы» Иоганнеса Брамса в редакции для фортепиано в четыре руки. Среди других записей Эссе — альбом произведений Теодора Дюбуа, где он выступает и как дирижёр, и как солист. Кроме того, Эссе записал партию фортепиано в саундтреке к фильму Луи Маля «До свидания, дети».